# Damm

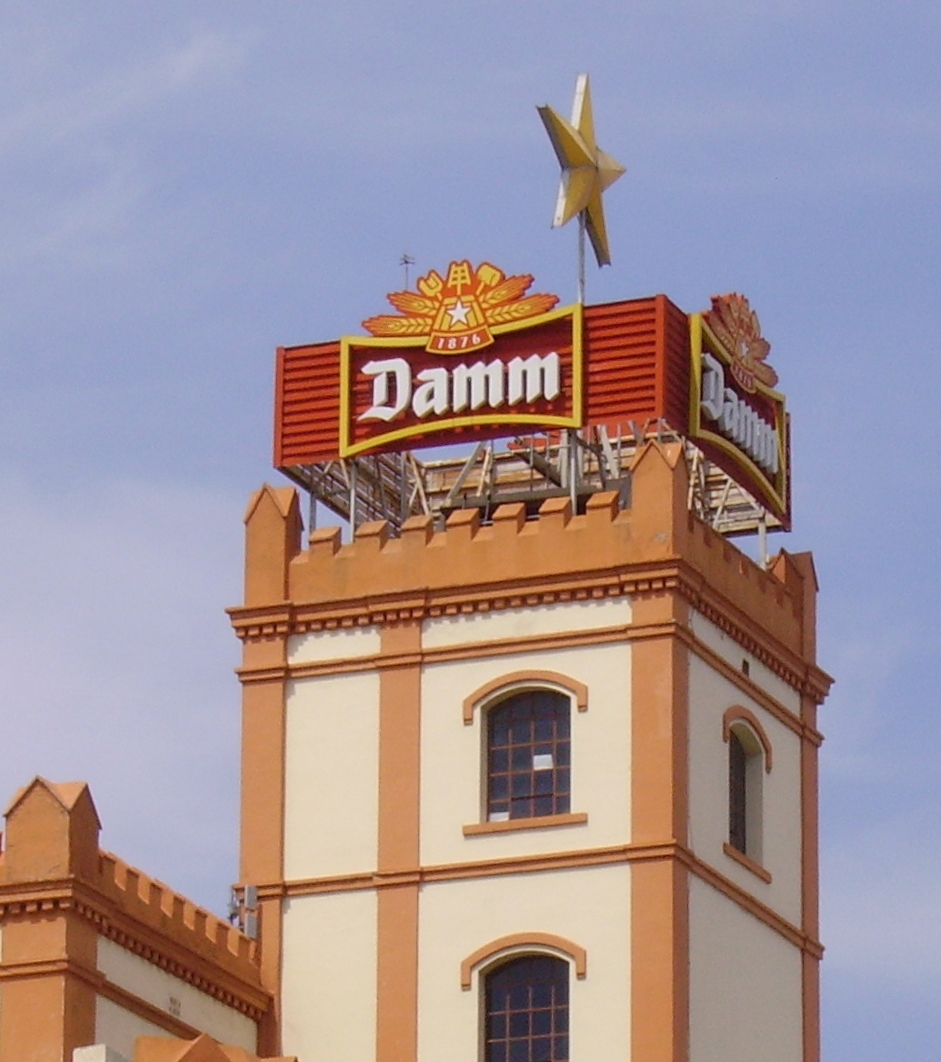

Damm est une entreprise brassicole espagnole fondée en 1876 par l'Alsacien August Kuentzmann Damm.
Dr. Oetker en est notamment actionnaire à environ 25 %.

## Présentation
Cette brasserie propose notamment la bière Estrella Damm.

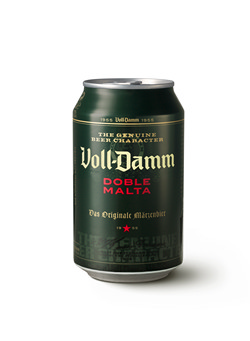